# Dalla agathocles
Dalla agathocles är en fjärilsart som beskrevs av Felder 1867. Dalla agathocles ingår i släktet Dalla och familjen tjockhuvuden. Inga underarter finns listade i Catalogue of Life.